# Lee Byung-chul
Lee Byung-chul (en hangul, 이병철; en hanja, 李秉喆; Uiryeong, 12 de febrero de 1910-Seúl, 19 de noviembre de 1987) fue un empresario surcoreano, fundador del grupo Samsung.

## Biografía
Lee Byung-chul fue el menor de dos hijos de una de las familias terratenientes más importantes del condado de Uiryeong, en la región de Gyeongsang del Sur. Aunque en 1929 pudo ingresar en la Universidad de Waseda, dos años después dejaría los estudios para regresar a Corea y centrarse en los negocios familiares.
El empresario estuvo casado con Park Du-eul y tuvo ocho hijos: tres varones y cinco mujeres. La mayoría de sus descendientes han trabajado u ostentado cargos dentro del grupo Samsung.
Además de por su actividad profesional, Lee era conocido por ser un entusiasta de la caligrafía y del arte coreano. Parte de su colección está expuesta al público en el Museo de Arte de Yongin.
Falleció el 19 de noviembre de 1987 en Seúl a los 77 años, víctima de un cáncer de pulmón.

## Trayectoria profesional

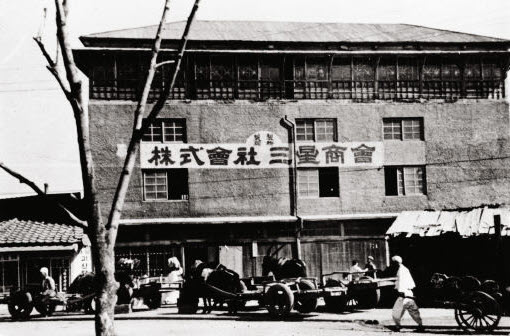
Primer edificio de Samsung Sanghoe en Daegu (1938).

En 1938 inauguró en Daegu la empresa Samsung (en coreano, «tres estrellas»), dedicada a la importación y exportación de productos, gracias a un préstamo familiar de 30.000 won. Cuando Corea se independizó del imperio japonés, Lee decidió trasladar la sede central a Seúl y entabló conversaciones con el gobierno del general Syngman Rhee en Corea del Sur. En 1948 formó una alianza con el empresario Cho Hong-jai para crear la filial Samsung Mulsan (actual Samsung C&T), dedicada al comercio y a la construcción.
Durante la Guerra de Corea, Lee huiría de Seúl para asentarse en Busan, donde abriría la refinería de azúcar Cheil Jedang (actual CJ Group). La presencia de las tropas estadounidenses en el sur de la península le permitió reiniciar su actividad comercial. Al terminar el conflicto en 1953, pudo reinstalarse en la capital y se consolidó como uno de los principales empresarios bajo el gobierno de Syngman Rhee, que le adjudicaría contratos en sectores clave de la economía nacional. Además, fue el primer presidente de la Federación de Empresas Coreanas (KFI).
Lee mantuvo su posición dominante hasta que Syngman Rhee fue derrocado en el golpe de Estado de 1961 y la nueva autoridad se propuso investigarle por presuntos delitos de corrupción. El nuevo presidente, el general Park Chung-hee, le prometió que no sería juzgado si participaba en su plan económico, basado en la creación de grandes conglomerados privados (chaebol) que invertirían en sectores clave para convertir a Corea del Sur en una potencia emergente.
Bajo el nuevo modelo económico, Samsung tuvo que diversificarse a cambio de ayudas estatales. Las divisiones más importantes fueron Samsung Electronics (1969), que terminaría suponiendo la de mayor volumen de negocio, y la naviera Samsung Heavy Industries (1974), una de las mayores firmas de construcción naval del mundo. Además, invirtió parte de su fortuna en dos medios de comunicación: el diario JoongAng Ilbo y la radiotelevisión TBC.
El mandato de Lee se caracterizó por un férreo control de todos los negocios, productos e incluso de los empleados de Samsung, jactándose de supervisar todas y cada una de las entrevistas de trabajo. También estuvo marcado por las disputas familiares para el control del conglomerado; entre 1966 y 1968 tuvo que dejar temporalmente la presidencia al ser acusado de contrabandear sacarina. Según su autobiografía, había sido delatado por uno de sus hijos.
Lee Byung-chul falleció el 19 de noviembre de 1987. En el momento de su muerte, Samsung era el tercer chaebol en volumen de negocio por detrás de Hyundai y Daewoo, con una plantilla de 70.000 empleados. Desde entonces el conglomerado fue dividido para sus herederos en cuatro grupos, independientes entre sí: Samsung, Shinsegae, CJ Group y Hansol. El sucesor de Samsung fue su tercer hijo Lee Kun-hee.